# Cementiri i monument dels Estats Units de Luxemburg
El Cementiri i monument dels Estats Units de Luxemburg (en luxemburguès: Amerikaneschen Zaldotekierfecht zu Hamm; en alemany: Amerikanischer Friedhof mit Gedenkstätte in Luxemburg; en francès: Cimetière américain de Luxembourg) es troba a la Ciutat de Luxemburg, en el Gran Ducat de Luxemburg. El cementiri es troba a 2,5 quilòmetres al sud-oest de l'Aeroport Findel. És administrat per la Comissió de Monuments de Batalles dels Estats Units. En virtut d'un tractat entre els Estats Units i Luxemburg, signat el 1951, al govern dels Estats Units se li va concedir lliure ús a perpetuïtat de la terra coberta pel cementiri, sense impostos.

## Descripció
El cementiri, que ocupa 20,4 hectàrees d'extensió (al barri d'Hamm)) conté les restes de 5.076 militars dels Estats Units. Fins a 22 ocasions es dona el cas de dos germans sepultats costat a costat a tombes adjacents. La majoria dels enterrats van morir durant la batalla de les Ardenes que es va lliurar a prop, a l'hivern de 1944 i l'estiu de 1945. Les 5.076 làpides es troben en nou parcel·les d'herba fina, amb lletres de l'A a la I.